# ImgBurn
ImgBurn este un program de creare a discurilor optice care permite înregistrarea a mai multor tipuri de copii CD, DVD și Blu-ray pe medii de înregistrare (fișierele .cue sunt acceptate începând cu versiunea 2.4.0.0).  Începând cu versiunea 2.0.0.0, ImgBurn poate, de asemenea, să scrie fișiere și date direct pe CD sau DVD. Este scris în limbajul de programare C++.
Înainte de versiunea 2.5.1.0, programul era gratuit . Începând cu 2.5.1.0 până la 2.5.7.0, programul de instalare a inclus software de tip adware Ask.com .  Acesta a fost înlocuit în versiunea 2.5.8.0 cu programul adware OpenCandy .  Doar versiunea programului de instalare distribuită direct de pe imgburn.com conține OpenCandy; versiunea distribuită prin celelalte site-uri oficiale nu conține adware. Nu există nicio avertizare pe imgburn.com că hash-urile furnizate acum se potrivesc doar cu versiunea OpenCandy a programului de instalare; cu toate acestea, autorul programului a furnizat valorile hash pentru versiunea fără adware pe forumul de asistență.        

## Istorie
ImgBurn este un software de creare a discurilor optice produs de Lightning UK, autorul programului DVD Decrypter, după ce a fost forțat să oprească dezvoltarea DVD Decrypter ca răspuns la o amenințare legală din partea Macrovision . 

## Caracteristici
- Formate acceptate: BIN, CUE, DI (Imagine de Disc Atari), DVD, GI, IMG, ISO, MDS, NRG, PDI și altele.
- Abilitatea de a crea discuri DVD Video (dintr-un folder VIDEO_TS), discuri HD DVD Video (dintr-un folder HVDVD_TS) și discuri Blu-ray Video (dintr-un folder BDAV / BDMV).
- Suport complet pentru nume foldere/fișiere Unicode .
- Sisteme de operare acceptate: Windows 95, 98, Me, NT4, 2000, XP, 2003, Vista, 2008, 7 și 2008 R2 (inclusiv toate versiunile pe 64 de biți). De asemenea, suportă oficial Wine .
- Coada de imagini oferă suport pentru crearea a mai multor imagini cu interacțiune minimă.
- ImgBurn este relativ mic în mărime (comparativ cu programe similare); sub 1,8 MB pentru toate caracteristicile instalate.
- ImgBurn se bazează pe sistemul de scriere a discurilor optice al programului DVD Decrypter; cu toate acestea, nu are capacitatea de a preveni protecția împotriva copierii DVD-urilor criptate. Începând cu versiunea 2.3.0.0, ImgBurn poate crea imagini de pe CD-uri/DVD-uri necriptate; cu toate acestea, nu poate elimina criptarea Content Scramble System (CSS) sau orice altă protecție împotriva copierii . În acest scop, este posibil să se utilizeze software terță, cum ar fi DVD43, un driver intermediar care operează între hardware și software.

## Limite
- Nu acceptă copierea sau arderea discurilor RAW [15]
- Nu acceptă discuri cu mai multe sesiuni [16][necesită clarificare]
- Nu se pot scrie date de subcanal CD [15]
- Nu se pot copia discurile direct, fără a crea mai întâi o imagine [17]
- Fiecare sesiune a software-ului poate scrie doar pe o singură unitate în același timp.

## Suport pentru interfață hardware
ImgBurn acceptă multe interfețe de acces la unități. Acest lucru îi permite să funcționeze pe aproape toate platformele Windows. ImgBurn poate folosi oricare dintre următoarele interfețe:
- Interfață de programare SCSI avansată (ASPI) – WNASPI32. DLL ( Adaptec )
- ASAPI – ASAPI. DLL (VOB Computersysteme/ Pinnacle Systems )
- SCSI Pass Through Interface (SPTI) – Microsoft
- ElbyCDIO – Elaborate Bytes
- Patin-Coffin – VSO Software

## Includerea de adware
Începând cu versiunea 2.5.8.0, ImgBurn include OpenCandy, un program adware/potențial nedorit . 